# باريس والحب (فلم)
باريس والحب هو فيلم لبنانيٌ من إنتاج عام 1972، بطولة صلاح ذو الفقار، وصباح، ومن تأليف وإخراج محمد سلمان.

## قصة الفيلم
تدور أحداث الفيلم حول أسرة فقيرة تعتمد ماديًا بشكل كبير على ابنتهم (حلا) التي تعمل مطربة في الحانات الصغيرة وتعيل الأسرة، وفي يوم من الأيام تتعرف الأبنة على (عزيز) المليونير الشاب العائد من باريس وتقع في حبه، وتشجع الأسرة هذه العلاقة حتى تتزوج من هذا المليونير كي ينتشلهم من الفقر الذي يعيشون فيه، لكن الفتاة ترفض اتمام الزيجة بسبب تفاوت المستوى الإجتماعي، وتسافر إلى باريس وتحن إلى عزيز وتكتشف انها تحبه حبًا حقيقيًا.

## فريق العمل

### فريق الإنتاج
- إخراج: محمد سلمان
- قصة: محمد سلمان
- سيناريو وحوار: محمد عثمان

### الممثلون
- صلاح ذو الفقار بدور (عزيز)
- صباح بدور (حلا)
- يوسف شعبان بدور (منير)
- محمد رضا بدور (رؤوف)
- سميرة بارودي بدور (ريم)
- كيغام
- أكرم الأحمر
- سيلفانا بدرخان
- سمير أبو سعيد

## أغاني الفيلم
- عزيز يا عزيز

غناء: صباح
كلمات: مارون كرم
ألحان: عصام رجي

## وصلات خارجية
- مقالات تستعمل روابط فنية بلا صلة مع ويكي بيانات